# Посешти-Унгурени (Прахова)
Посешти-Унгурени (рум. Poseşti-Ungureni) насеље је у Румунији у округу Прахова. Oпштина се налази на надморској висини од 559 m.

## Становништво
Према подацима из 2011. године у насељу је живело 4218 становника.